# Јасухико Окудера
Јасухико Окудера (јап. 奥寺 康彦; Акита, 12. март 1952) бивши је јапански фудбалер.

## Каријера
Током каријере је играо за Фурукава, Келн, Херта Берлин и Вердер Бремен.

## Репрезентација
За репрезентацију Јапана дебитовао је 1972. године. За тај тим је одиграо 32 утакмице и постигао 9 голова.

## Статистика
| Јапан  | Јапан   | Јапан  |
| Година | Наступи | Голови |
| ------ | ------- | ------ |
| 1972.  | 6       | 1      |
| 1973.  | 0       | 0      |
| 1974.  | 0       | 0      |
| 1975.  | 5       | 0      |
| 1976.  | 8       | 7      |
| 1977.  | 4       | 0      |
| 1978.  | 0       | 0      |
| 1979.  | 0       | 0      |
| 1980.  | 0       | 0      |
| 1981.  | 0       | 0      |
| 1982.  | 0       | 0      |
| 1983.  | 0       | 0      |
| 1984.  | 0       | 0      |
| 1985.  | 0       | 0      |
| 1986.  | 4       | 0      |
| 1987.  | 5       | 1      |
| Укупно | 32      | 9      |